# Coenosia rustica
Coenosia rustica este o specie de muște din genul Coenosia, familia Muscidae. A fost descrisă pentru prima dată de Albuquerque în anul 1956. Conform Catalogue of Life specia Coenosia rustica nu are subspecii cunoscute.